# Radio Experiment Rome, February 1981
Radio Experiment Rome, February 1981 è un album di musica sperimentale del cantante e polistrumentista inglese Robert Wyatt. Registrato nel 1981 negli studi romani della Rai Radio 3, fu pubblicato nel 2009 dalla Rai Trade.

## Il disco
L'autore fu invitato negli studi Rai e gli venne lasciata la libertà di improvvisare a piacere da solo per circa una settimana. Si presentò senza alcuna registrazione. Dopo tre giorni di prove, il quarto giorno furono registrati i brani, che vennero presentati nel corso del programma Un certo discorso. L'originale idea del curatore del programma Pasquale Santoli era di offrire agli ascoltatori il processo creativo compiuto da Wyatt partendo da zero, anziché un prodotto finito, proposta che fu accolta dall'artista con entusiasmo. Per lungo tempo Wyatt ritenne queste tracce troppo dilettantistiche e rinunciò a pubblicarle. In seguito cambiò idea, ed i brani furono rimasterizzati e pubblicati nel 2009.
L'album è votato ad un'estrema sperimentazione musicale, in particolare delle parti vocali, che risentono della psichedelia di Wyatt con i primi Soft Machine. I testi e le dediche sono influenzati anche dall'attività politica di Wyatt, che proprio in quel periodo era entrato nel Partito Comunista di Gran Bretagna. Nella stesura delle tracce, l'artista si ispira alla storia della vedova di Mao. Il brano Born Again Cretin è dedicato a Nelson Mandela, Opium War condanna le invasioni britanniche della Cina nell'Ottocento, nelle note di Holy War si trovano accenni de L'Internazionale. L'album si chiude con Prove Sparse, un estratto dei primi tre giorni di prove di matrice patafisica.

## Tracce
Tutti i brani sono stati scritti da Wyatt, ad eccezione di Billie's Bounce.
1. Opium War 7:14
2. Heathens Have No Souls 7:12
3. L'albero Degli Zoccoli 8:28
4. Holy War 3:35
5. Revolution Without "R" 3:24
6. Billie's Bounce (Charlie Parker) 1:30
7. Born Again Cretin 2:35
8. Prove Sparse 10:10

## Musicista
- Robert Wyatt - Voce, piano, tastiere, scacciapensieri, percussioni e oggetti vari